# سوک هیون-جون
سوک هیون-جون (انگلیسی: Suk Hyun-jun؛ زادهٔ ۲۹ ژوئن ۱۹۹۱) بازیکن فوتبال اهل کره جنوبی است.
از باشگاه‌هایی که در آن بازی کرده‌است می‌توان به باشگاه فوتبال خرونینگن، باشگاه فوتبال آژاکس آمستردام، باشگاه فوتبال ویتوریا ستوبال، باشگاه ورزشی ماریتیمو، باشگاه فوتبال الاهلی عربستان سعودی، باشگاه فوتبال پورتو، و باشگاه ورزشی ناسیونال اشاره کرد.
وی همچنین در تیم‌های ملی فوتبال زیر ۲۳ سال کره جنوبی و کره جنوبی بازی کرده‌است.